# サラ・ロゾ
サラ・ロゾ（セルビア語: Сара Лозо、ラテン文字転写: Sara Lozo、1997年4月29日 - ）は、セルビアの女子バレーボール選手である。セルビア代表。

## 来歴

### クラブチーム
チュプリヤ出身。14歳のときにOK Vizuraへ入団し、バレーボール選手としてのキャリアをスタートさせる。2014/15シーズンより国内リーグで5度の優勝を果たした。2018/19シーズンよりカザフスタンのジェティスと契約し2年間プレーした。2020/21シーズンはVCアルタイでプレーし、同リーグで優勝を果たした。2021/22シーズンはロシアリーグのProton-Saratovでプレーした。
2021/22シーズン終了後、すぐにルーマニアリーグのCSMルゴジュと2022/23シーズンの契約を締結した。しかし、セルビア代表としてネーションズリーグで活躍した後、日本の埼玉上尾メディックスと2つ目の契約を締結したとの報道が出た。そのため2チーム間での交渉が必要となったが、最終的には折り合いがつき、2022/23シーズンは埼玉上尾でプレーすることとなった。2025年4月、2024-25シーズン限りでの退団が発表された。

### 代表チーム
2013年、アンダーカテゴリーの代表としてタイで開催されたU-18世界選手権に出場した。2014年、ジュニアの欧州選手権で金メダルを獲得し、自身もベストサーバー賞を受賞した。2017年、セルビア代表に初選出される。2019年、ワールドカップに出場した。2022年、ネーションズリーグでは攻守に活躍をみせ、銅メダルを獲得した。世界選手権では金メダルを獲得した。

## 球歴
- オリンピック - 2024年
- 世界選手権 - 2022年
- ワールドカップ - 2019年
- ネーションズリーグ - 2019年、2021年、2022年

## 受賞歴
- 2014年 - ジュニア欧州選手権 ベストサーバー賞

## 所属クラブ
- OK Vizura（2012-2018年）
- ジェティス（2018-2020年）
- VCアルタイ（2020-2021年）
- Proton-Saratov（2021-2022年）
- 埼玉上尾メディックス（2022-2025年）